# Ourapteryx sambucairia
Ourapteryx sambucairia là một loài bướm đêm trong họ Geometridae.